# Lam Foeng
Lam Foeng (vertaald: Zuidenwind) was van 1943 tot 1978 een Surinaamse krant. Het werd in het Chinees geschreven en was gericht op de Chinese gemeenschap.

## Geschiedenis
De krant werd op 15 augustus 1943 in Paramaribo opgericht in het kantoor van de Nationalistische Partij van China, Kwomintang. Aanvankelijk verscheen het als nieuwsblad en werd het gestencild. Later werd het een dagblad en werd het gedrukt. In 1957 verlieten drie leden de redactie en richtten op 5 juni 1957 de krant Tsu-Yu op. De twee kranten domineerden sinds die jaren de nieuwsvoorziening aan de Chinese gemeenschap.
Medio jaren zestig was er veel onrust binnen de Chinese gemeenschap toen Lam Foeng onder redactie van George E. Fung A Joe stond, de voorzitter van de Paramaribose Kwomintang. In die jaren stelde hij zich scherp tegenover de Kong Ngie Tong Sang, de oudste vereniging van Chinezen in Suriname die op communistische China was georiënteerd.